# Brachydegma caelatum
Brachydegma caelatum è un pesce osseo estinto, appartenente agli attinotterigi. Visse nel Permiano inferiore (circa 280 - 270 milioni di anni fa) e  suoi resti fossili sono stati ritrovati in Nordamerica.

## Descrizione
Tutto ciò che si conosce di questo pesce sono due crani, ed è quindi difficile ipotizzarne l'aspetto complessivo. Dalle dimensioni del cranio (circa 9 centimetri di lunghezza), si suppone che Brachydegma dovesse essere un pesce lungo almeno 40 - 50 centimetri. Era caratterizzato da un cranio robusto e dotato di grandi denti acuminati sia nella mascella che nella mandibola. 
Brachydegma era caratterizzato dalla seguente combinazione unica di caratteri: occipite comprendente tre ossificazioni separate; assenza di un processo basipterigoideo dermico; parasfenoide che raggiunge posteriormente la fessura otica ventrale; aorte dorsali laterali che si estendono lungo la superficie ventrale del parasfenoide; mascella immobile in ampia connessione con il palato; processo coronoideo assente o fortemente ridotto; almeno tre suborbitali; almeno due "opercoli accessori" al di sotto del dermoiale; simplettico e interiale ossificati in modo indipendente con disposizione sub-parallela (Argyriou et al., 2022).

## Classificazione
Brachydegma possedeva un mix di caratteri arcaici (presenza di canale aortico; mascella immobile) e derivati (ossificazioni occipitali differenziate; ramo posteriore del parasfenoide; due ossificazioni ioidee accessorie; doppia articolazione della mascella) che lo differenziano dagli altri attinotterigi del Paleozoico, ma anche dai neotterigi successivi. Si suppone che alcune caratteristiche di Brachydegma si siano evolute indipendentemente in questo taxon e nei neotterigi (Argyriou et al., 2022). 
Brachydegma caelatum venne descritto per la prima volta nel 1939 da Dunkle, sulla base di fossili ritrovati nella formazione Clear Fork della contea di Baylor, in Texas.